# 슈수이향

슈수이 향의 위치

슈수이향(한국어: 수수향, 중국어: 秀水鄉, 병음: Xiùshuǐ Xiāng)은 중화민국 장화 현의 향이다. 넓이는 29.3447km2이고, 인구는 2015년 8월 기준으로 39,318명이다.

## 지리
장화 현의 중부에 위치하고 지세는 평탄하다.